# ヤコポ・ファッツィーニ
ヤコポ・ファッツィーニ（Jacopo Fazzini, 2003年3月16日 - ）は、イタリアのトスカーナ州マッサ出身のプロサッカー選手。セリエAのACFフィオレンティーナ所属。ポジションはミッドフィールダー。

## 経歴
2017年からエンポリFCのユースアカデミーに加入。
2022年1月19日、コッパ・イタリアのインテル・ミラノ戦に途中出場してプロデビューした。
2025年6月19日、ACFフィオレンティーナに加入した。契約は2030年までの5年契約。加入時には自身のインスタグラムに、フィオレンティーナのシャツを着た自身の写真を公開し、幼い頃からファンであったことを示唆した。

## 代表歴
2023年9月12日、U-21イタリア代表に初選出された。

## 家族
祖父のジョルジオはテニス、父のトンマーゾはビーチサッカーの元選手。

## 個人成績

### クラブ
| クラブ       | シーズン     | リーグ戦     | リーグ戦 | リーグ戦 | カップ戦 | カップ戦 | その他 | その他 | 合計 | 合計 |
| クラブ       | シーズン     | ディビジョン | 出場     | 得点     | 出場     | 得点     | 出場   | 得点   | 出場 | 得点 |
| ------------ | ------------ | ------------ | -------- | -------- | -------- | -------- | ------ | ------ | ---- | ---- |
| エンポリ     | 2021–22      | セリエA      | 0        | 0        | 1        | 0        | 0      | 0      | 1    | 0    |
| エンポリ     | 2022–23      | セリエA      | 21       | 0        | 1        | 0        | 0      | 0      | 22   | 0    |
| エンポリ     | 2023–24      | セリエA      | 31       | 1        | 0        | 0        | 0      | 0      | 31   | 1    |
| エンポリ     | 2024–25      | セリエA      | 0        | 0        | 1        | 2        | 0      | 0      | 1    | 2    |
| キャリア通算 | キャリア通算 | キャリア通算 | 52       | 1        | 3        | 2        | 0      | 0      | 55   | 3    |